# Szymon Kanteras
Szymon Kanteras (zwany Skarabeuszem) – arcykapłan żydowski w latach 41-42, potomek Eleazara, syna Aarona. Syn Boetosa.
Mianowany przez króla Heroda Agryppę I na miejsce Teofila syna Annasza, już po roku został pozbawiony urzędu. 